# Iglesia de la Merced (Jaén)
La iglesia y convento de Nuestra Señora de la Merced, situada en la ciudad española de Jaén, es una importante iglesia de la ciudad, construida en estilo renacentista.
Este templo es sede de la Ilustre y Franciscana Cofradía del Santísimo Cristo de las Misericordias y Nuestra Señora de las Lágrimas, que realiza su estación de penitencia en el Lunes Santo de la Semana Santa de Jaén, y de la Cofradía de la Virgen de la Cabeza.

## Historia
El convento de la Merced se construyó en 1580, sobre la antigua ermita de San Sebastián y estuvo ocupado por la Orden de la Merced, que se encontraba en la ciudad desde su reconquista en 1288, hasta el siglo XIX, cuando son obligados a marcharse a causa de las desamortizaciones. La iglesia se construyó tiempo después, a principios del siglo XVIII siendo bendecida el 23 de enero de 1727.
Tras las desamortizaciones del siglo XIX se levanta en el convento un criadero de seda, siendo el primero de su especie en España. En 1885, se instala una nueva comunidad, los claretianos. El 20 de julio de 1936, durante la Guerra Civil, el convento fue asaltado por unos milicianos que asesinaron a cuatro religiosos y convirtiendo el convento en asilo de refugiados de guerra. Los religiosos asesinados fueron: Santos Rodríguez González, Laureano de Frutos Heredero, Genaro Millán García y Eduardo Gómez Salcedo.
Desde 1970, la iglesia es nombrada parroquia con el nombre de Nuestra Señora de la Merced. Es sede de la cofradía de los Estudiantes y de la cofradía de la Virgen de la Cabeza. En el pasado residieron en esta iglesia las cofradías de Nuestro padre Jesús, del Santo Sepulcro, del Cristo de la Buena Muerte y del Cristo de la Expiración.

## Iglesia

### Exterior
La fachada principal presenta una portada barroca con arco de medio punto flanqueado por sendas columnas dóricas. Sobre el vano se dispone un frontón curvo partido que abraza a una hornacina con la imagen de la Virgen y el Niño. Haciendo esquina, una torre-campanario de cuatro cuerpos, coronada con estructura ochavada.
En la fachada oriental se observa otra portada de gran sencillez, compuesta por arco de medio punto enmarcado con pilastras que sustentan un frontón semicircular partido, en cuyo hueco se dispone un escudo de la Orden de la Merced.

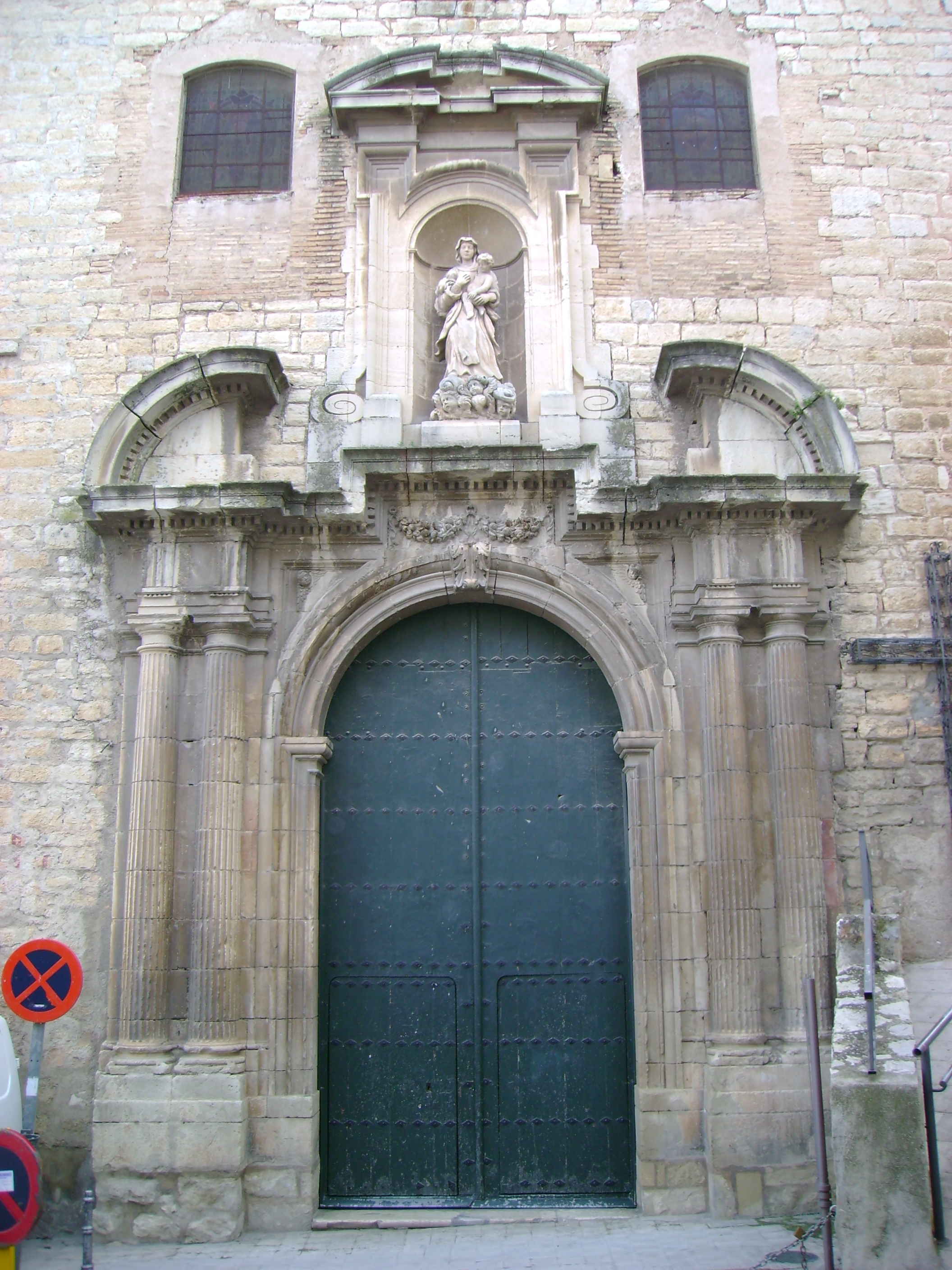
Portada de la fachada principal.
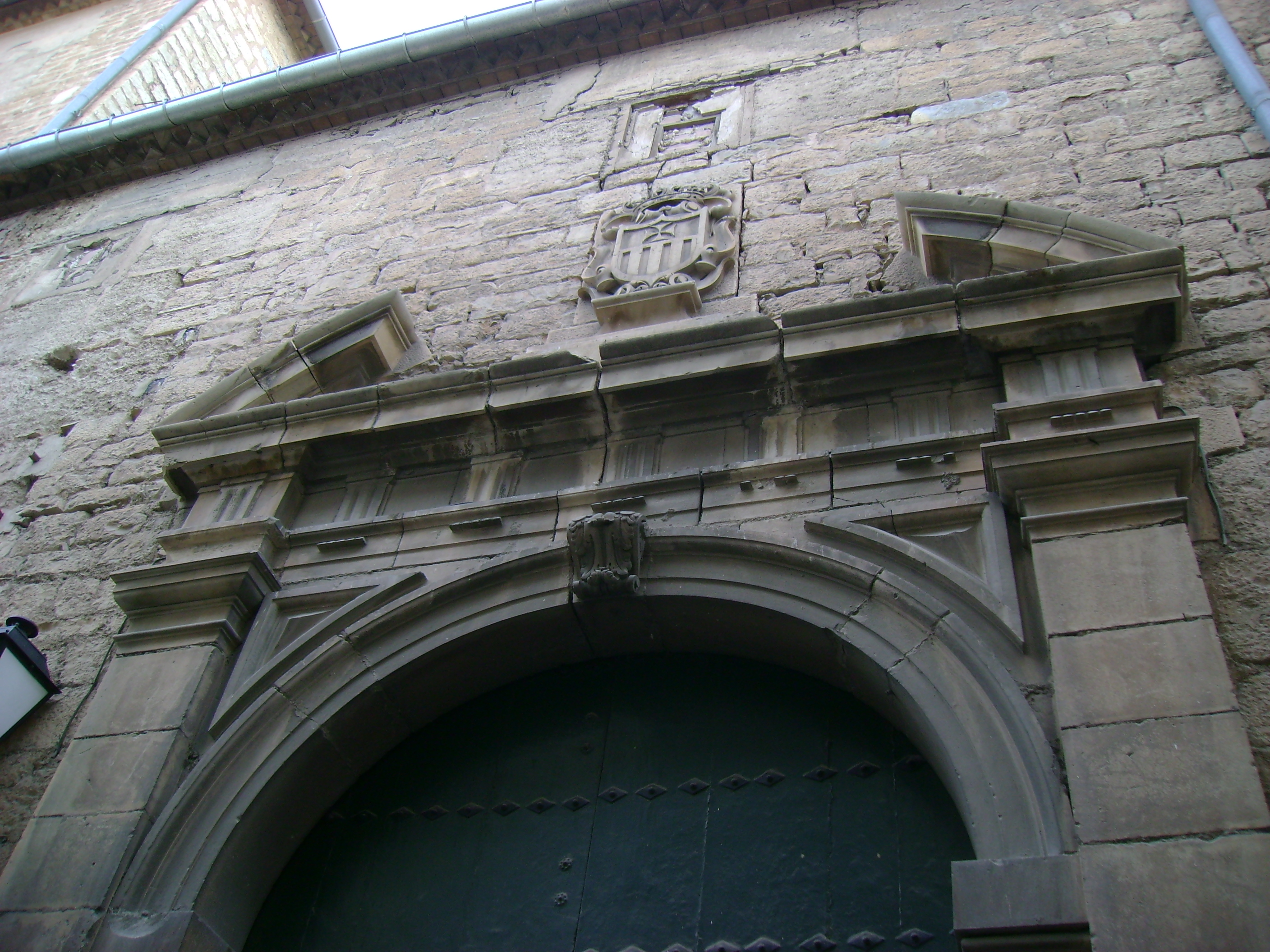
Portada lateral con el escudo mercedario.

### Interior
Presenta una planta basilical de tres naves y coro a los pies. La nave central está cubierta con bóveda de cañón, mientras que las laterales cuentan con la presencia de una serie de capillas-hornacinas. El presbiterio se cubre con bóveda de medio naranja.
En su interior destaca el Retablo de Ánimas, del siglo XVIII, y varios lienzos del siglo XVII, como son el de Santo Domingo de Silos con San Bartolomé de la Cuesta, procedente de la extinta Iglesia de San Lorenzo, y los cuadros del martirio San Bartolomé, San Serapión y la Virgen del Carmen, obras de Cobo de Guzmán.
En el presbiterio se encuentra el Cristo de la Salud del siglo XVI obra del escultor jiennense Antón de Cuéllar.
En la sacristía destaca un lienzo del Martirio de San Crispín y San Crispiano, fechado en 1636 y atribuido a Sebastián Martínez. Además, se conservan diferentes piezas de platería, entre las que destacan, varias bandejas con el escudo labrado del padre fundador y cálices, pertenecientes a los siglos XVII y XVIII.
En la galería del claustro, en su parte alta, antes del acceso al coro alto, se disponen una serie de lienzos mal conservados y algunas imágenes de Niños Jesús de estilo barroco.

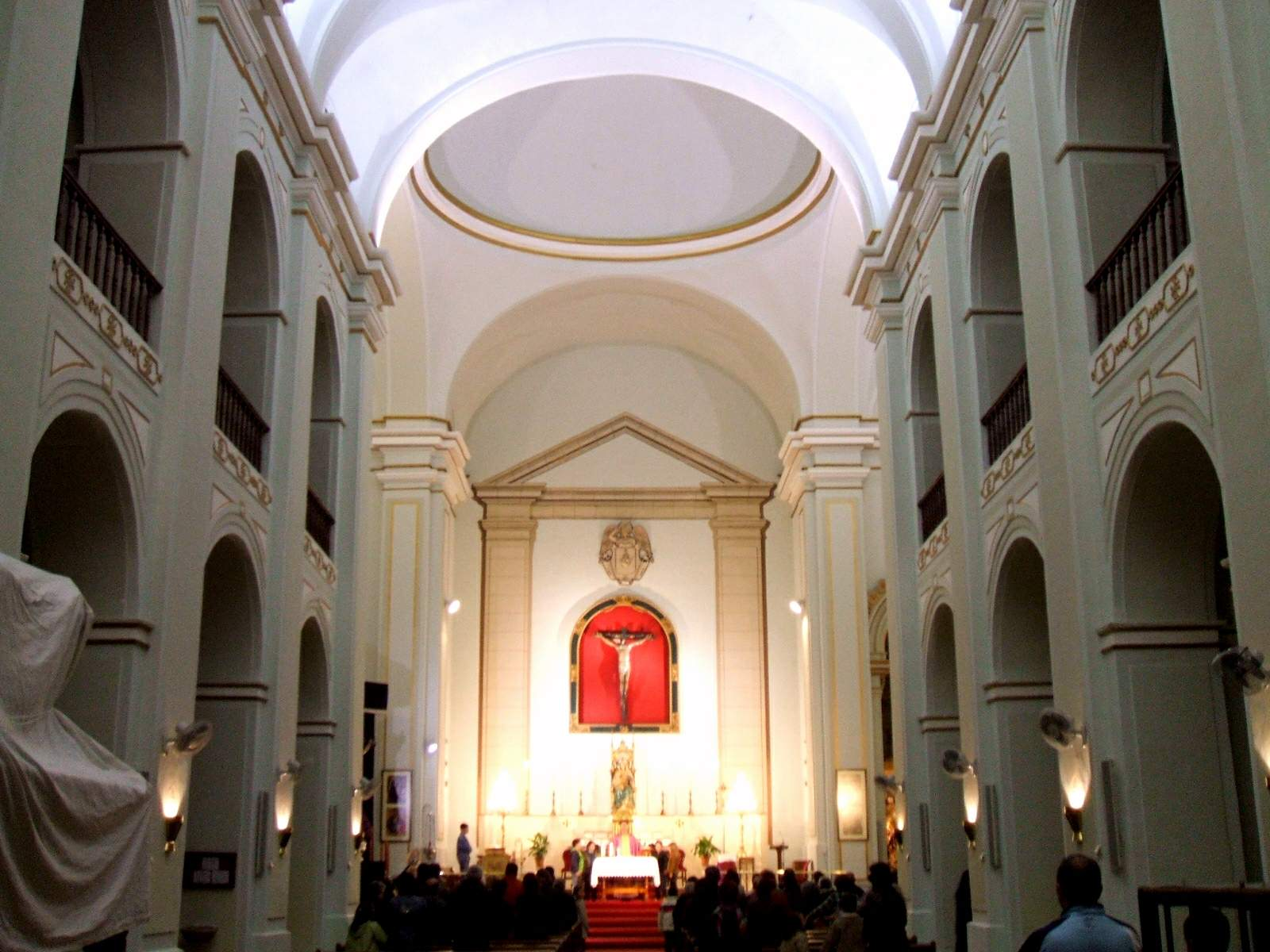
Nave central de la iglesia-
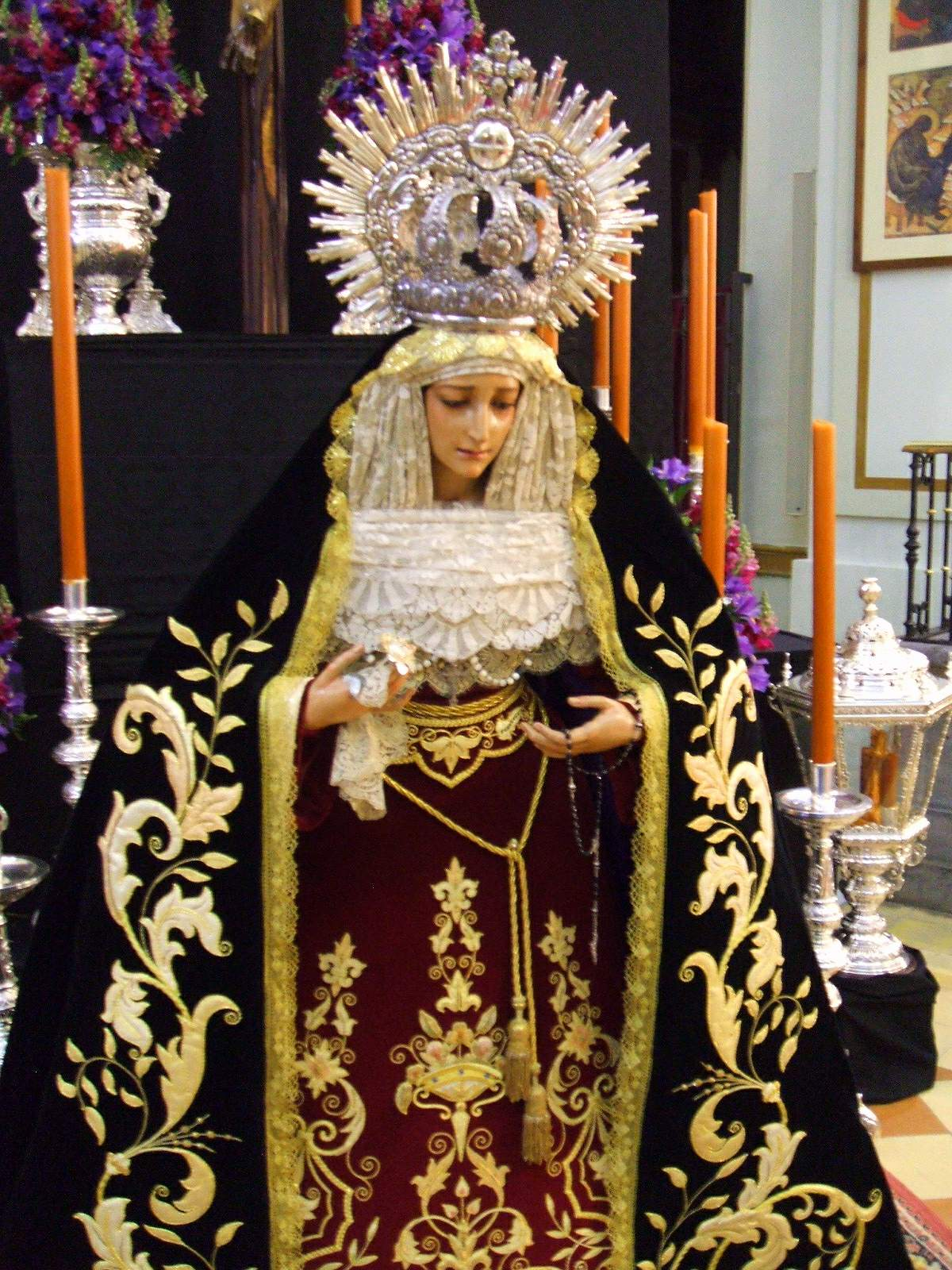
Virgen de las Lágrimas.
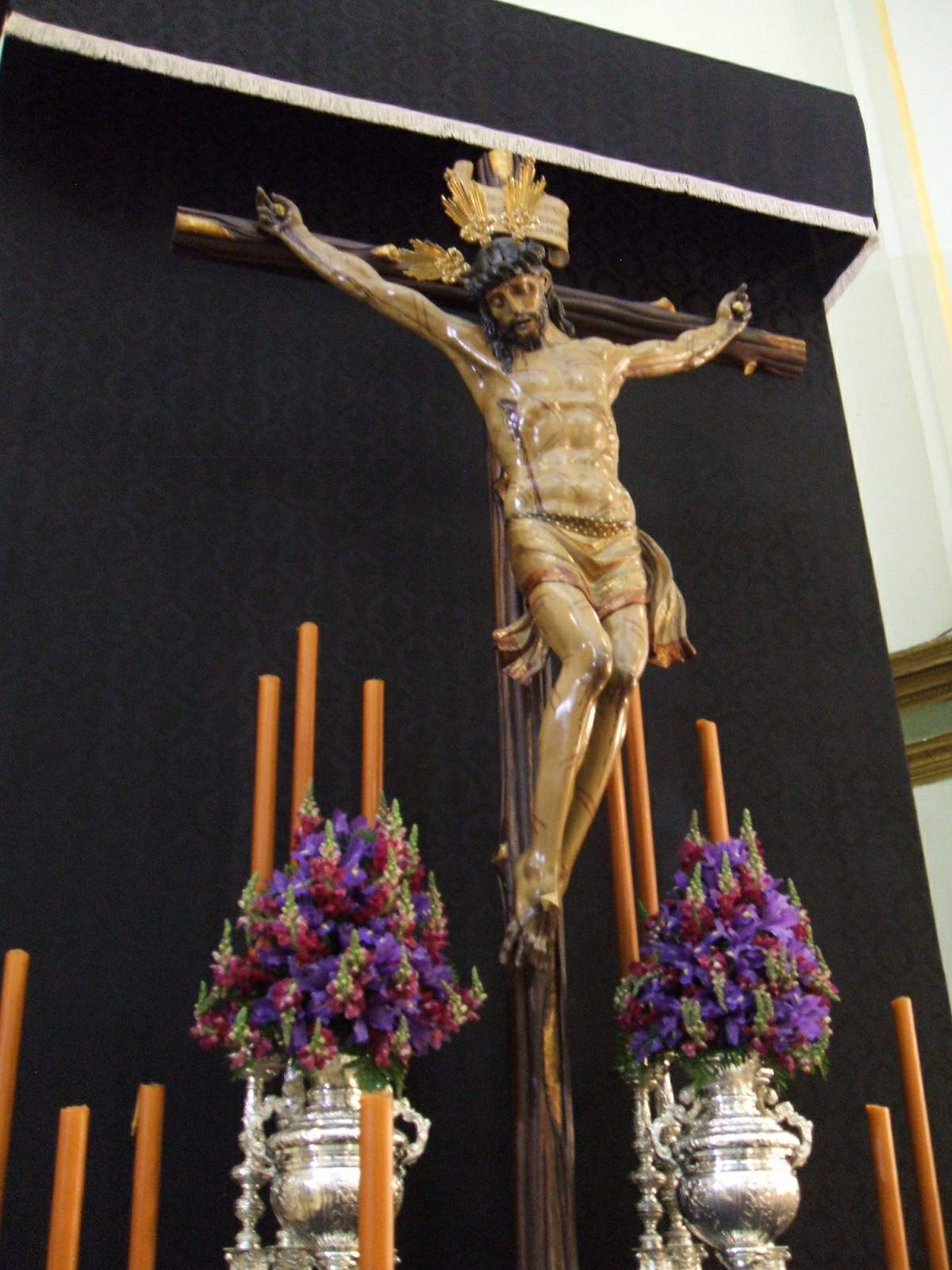
Cristo de las Misericordias (sólo desde el cuarto viernes de Cuaresma hasta el Martes Santo).
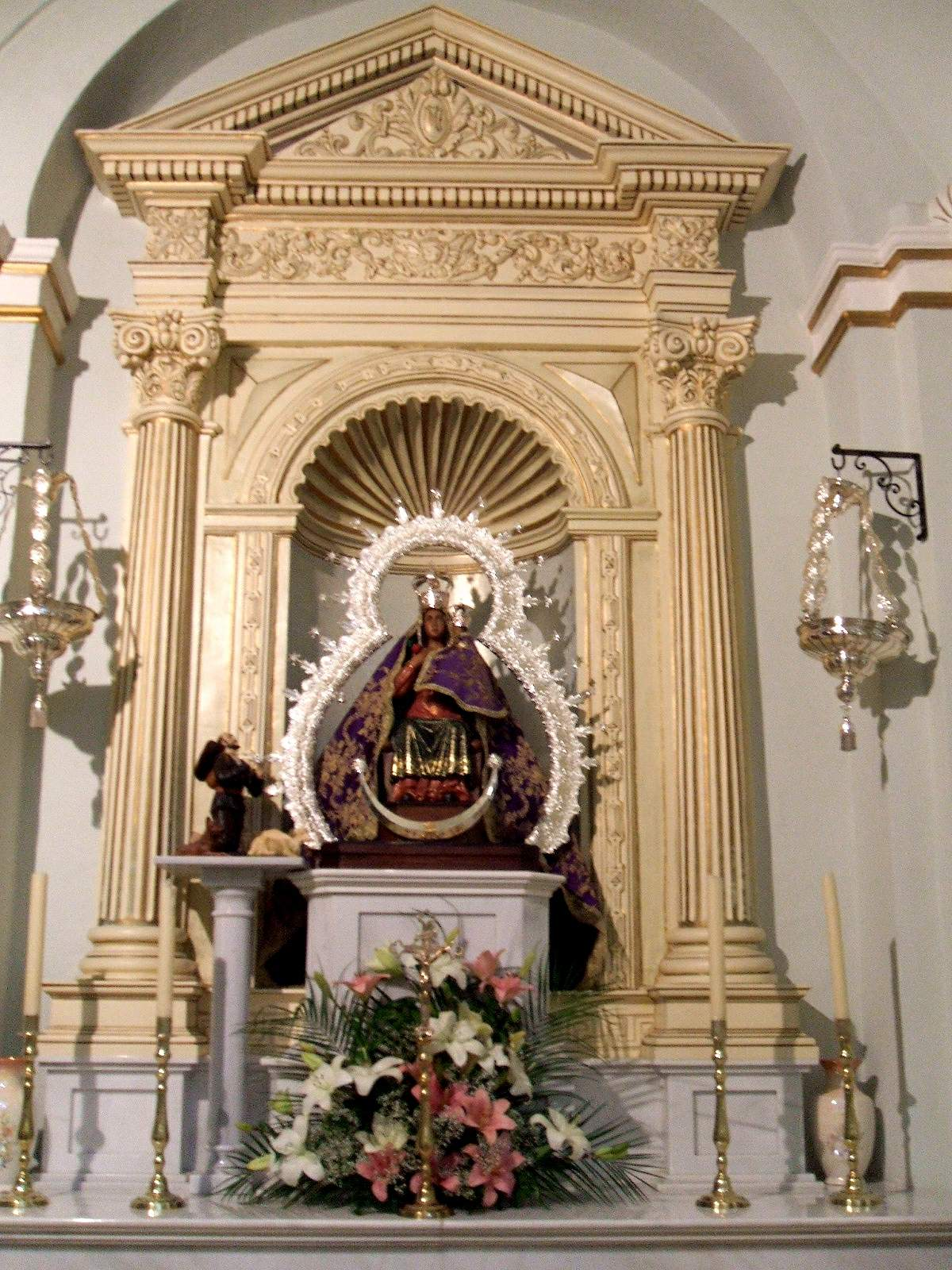
Virgen de la Cabeza.

## Claustro
Se conserva íntegro, es cuadrado de pequeñas dimensiones, aunque muy elegante y sobrio. El alzado es de dos pisos e integra vanos adintelados sobre arcos de medio punto separados por pilastras toscanas en planta baja, en consonancia con la última década del siglo XVI o principios del XVII.